# 400 mètres haies masculin aux Jeux olympiques d'été de 1936
Pour un article plus général, voir Athlétisme aux Jeux olympiques d'été de 1936.
Navigation
Los Angeles 1932 Londres 1948
L'épreuve du 400 mètres haies masculin aux Jeux olympiques de 1936 s'est déroulée les 3 et 4 août 1936 au Stade olympique de Berlin, en Allemagne. Elle est remportée par l'Américain Glenn Hardin.

## Résultats

### Finale
| Rang               | Athlète           | Pays        | Temps  | Notes |
| ------------------ | ----------------- | ----------- | ------ | ----- |
| Médaille d'or      | Glenn Hardin      | États-Unis  | 52 s 4 |       |
| Médaille d'argent  | John Loaring      | Canada      | 52 s 7 |       |
| Médaille de bronze | Miguel White      | Philippines | 52 s 8 |       |
| 4                  | Joe Patterson     | États-Unis  | 53 s 0 |       |
| 5                  | Sylvio Padilha    | Brésil      | 54 s 0 |       |
| 6                  | Chrístos Mántikas | Grèce       | 54 s 2 |       |